# Cour internationale de droit romain
 (février 2024).
La Cour internationale de droit romain (en anglais International Roman Law Moot Court ou IRLMC) est un concours international européen annuel contre le différend[Quoi ?] sur le droit romain.

## Histoire
De 2008 à 2012, les cinq premiers concours sont organisés sous les auspices de l'Institut Mohamed Ali pour l'étude de la tradition orientale (IMARET, aujourd'hui MOHA). Depuis lors, l'Université de Cambridge a repris l'organisation. L'IRLMC est considéré comme le concours de droit romain le plus important au monde,,.

## Universités participantes
Les universités participantes sont l'Université d'Oxford, l'Université de Cambridge, l'Université de Naples - Frédéric II, l'Université de Vienne, l'Université Eberhard-Karls de Tübingen, l'Université de Liège, l'Université de Trèves et l'Université nationale et kapodistrienne d'Athènes.